# Shaki (Nigeria)
Shaki (dawniej Saki) – miasto w zachodniej Nigerii, w stanie Oyo. Leży w pobliżu rzeki Ofiki i 60 km od granicy z Beninem. Według danych szacunkowych na rok 2006 liczy 388 225 mieszkańców.